# The Pink Panther Theme
"The Pink Panther Theme" é um jazz composto por Henry Mancini, música criada especialmente para ser tema do filme A Pantera Cor-de-rosa (1963) e posteriormente indicada ao Oscar de Melhor Trilha Sonora Original no Oscar 1965, tendo perdido para os Sherman Brothers em Mary Poppins. O personagem do desenho homônimo – criado para os créditos de abertura do filme por David DePatie e Friz Freleng – foi animado ao mesmo tempo da melodia. O solo de saxofone tenor foi tocado por Plas Johnson.

## Composição
A música foi incluída no álbum da trilha sonora do filme (originalmente lançado como RCA Victor LPM/LSP-2795) e ficou disponível como single (nos Estados Unidos) em 1964; o single alcançou o Top 10 na parada adulta contemporânea da Billboard dos EUA e ganhou três prêmios Grammy.
Várias gravações da composição apareceram nos créditos de abertura de todos os filmes da Pantera Cor-de-rosa, exceto A Shot in the Dark (1963) e Inspector Clouseau (1968). Também foi usada em curtas-metragens, desenhos animados para televisão, comerciais e outras obras nas quais a Pantera Cor-de-Rosa animada apareceu.
"O Tema da Pantera Cor de Rosa", composto na tonalidade de mi menor, é incomum pelo uso extensivo de cromatismo por Mancini.
Em sua autobiografia Did They Mention the Music?, Mancini falou sobre como compôs a música tema:
"Eu disse [aos animadores] que daria a eles um ritmo que eles pudessem animar, para que sempre que houvesse movimentos de ataque, ou alguém sendo atingido, eu pudesse pontuar de acordo com isso.
[Os animadores] terminaram a sequência e eu olhei para ela. Todos os sotaques na música foram cronometrados para ações na tela.
Eu tinha um saxofonista específico em mente — Plas Johnson. Eu quase sempre pré-monto meus saxofonistas e escrevo para eles e em torno deles, e Plas tinha o som e o estilo que eu queria."— Mancini falando sobre a canção em sua autobiografia Did They Mention the Music?, Mancini

## Equipe técnica
- Plas Johnson – saxofone tenor
- Gene Cipriano, Harry Klee, Ronny Lang, Ted Nash – flauta, saxofones
- Frank Beach, Conrad Gozzo, Jack Sheldon, Ray Triscari – trompetes
- Karl DeKarske, Dick Nash, Jimmy Priddy – trombones
- John Halliburton – trombone baixo
- Al Hendrickson – guitarra
- Larry Bunker, Frank Flynn – vibrações e percussão
- Jimmy Rowles – piano
- Rolly Bundock – baixo
- Shelly Manne – bateria
- Pete Jolly – acordeão
- Ramon Rivera – congas, percussão

## Outras versões
De 1976 a 1991, o tema serviu como música de fundo para Safe Crackers, um jogo de preços apresentado no game show americano The Price Is Right.
No filme Revenge of the Pink Panther de 1978, o tema — e grande parte da trilha sonora desta entrada na série — foi fortemente inspirado na música disco do final dos anos 1970. O tema em si foi retrabalhado para incluir uma linha de baixo mais dançante, teclado elétrico e um solo de guitarra. Um tratamento semelhante foi dado a Curse of the Pink Panther de 1983 , onde a música apresentava consideravelmente mais elementos sintetizados.
O tema foi usado na versão ao vivo de John McLaughlin e Al Di Meola de "Short Tales of the Black Forest", de Chick Corea, do álbum Friday Night in San Francisco, de 1981.
No filme Son of the Pink Panther de 1993, o tema foi rearranjado e executado por Bobby McFerrin nos créditos de abertura, a única versão do tema a ser executada em estilo a cappella . Os créditos apresentaram o tema no estilo tradicional, semelhante à sua aparência em Return of the Pink Panther, com uma linha de baixo de teclado elétrico.
A canção foi incluída na trilha sonora internacional da novela "Araponga", exibida pela TV Globo entre 1990/1991.
As atrizes Drew Barrymore, Lucy Liu e Cameron Diaz, junto com as artistas The Pussycat Dolls, dançaram ao som do tema Charlie's Angels: Full Throttle (2003).
Christophe Beck rearranjou a música para vários usos no reboot de 2006 e sua sequência, The Pink Panther 2 — o DJ Paul Oakenfold remixou a música tema do filme de 2006. Mancini recebe um crédito póstumo nos títulos de abertura do tema.
O tema foi apresentado no filme The Life and Death of Peter Sellers (2004).
Uma versão rearranjada para guitarra do "Tema da Pantera Cor de Rosa" de Henry Mancini, composta por David Ricard, foi usada na curta série Pink Panther and Pals em 2010.